# Cong Xuedi
Cong Xuedi (förenklad kinesiska: 丛学娣; traditionell kinesiska: 叢學娣; pinyin: Cóng Xuédì), född den 13 maj 1963 i Shanghai, Kina, är en kinesisk basketspelare som var med och tog OS-brons 1984 i Los Angeles. Cong var även med och tog  tog OS-silver 1992 i Barcelona.